# Bachia oxyrhina
Espèce
Bachia oxyrhina est une espèce de sauriens de la famille des Gymnophthalmidae.

## Répartition
Cette espèce est endémique du Tocantins au Brésil.

## Publication originale
- Rodrigues, Camacho, Sales Nunes, Sousa Recoder, Teixeira, Valdujo, Ghellere, Mott & Nogueira, 2008 : A new species of the lizard genus Bachia (Squamata: Gymnophthalmidae) from the Cerrados of Central Brazil. Zootaxa, no 1875, p. 39–50.